# ویلموویتسه (ناحیه بلانسکو)
ویلموویتسه (به چکی: Vilémovice) یک منطقهٔ مسکونی در جمهوری چک است که در ناحیه بلانسکو واقع شده‌است. ویلموویتسه ۵٫۲۳ کیلومتر مربع مساحت و ۳۰۱ نفر جمعیت دارد و ۴۹۷ متر بالاتر از سطح دریا واقع شده‌است.